# Karina Arroyave
Karina Arroyave (ur. 16 lipca 1969 w Kolumbii) – kolumbijska aktorka filmowa i telewizyjna.

## Filmografia

### Seriale
- As the World Turns (1989-1994) jako Bianca Marquez Walsh
- Gideon Oliver (1989) jako dziewczyna
- Prawo i porządek (1990) jako Revina
- Nowojorscy gliniarze (1993-2005) jako Theresa Ocasio
- Dotyk anioła (1994−2003) jako Annie Higuerra
- Brooklyn South (1997–1998)
- Kancelaria adwokacka (1997–2004) jako Teresa Cortez
- 413 Hope St. (1997–1998) jako Yolanda
- Sprawy rodzinne 2 (1999–2002) jako Sandra Ramirez
- Potyczki Amy (1999–2005) jako Martina Romano
- Życie przede wszystkim (2000–2006) jako Alicia Perez
- 24 godziny (2001) jako Jamey Farell
- Bez śladu (2002–2009) jako

### Filmy
- Upadek (1993) jako Angie
- Martwe pole (1993) jako Ramona
- Młodzi gniewni (1995) jako Josy
- Paragraf 187 (1997) jako Rita Martinez
- Bez skazy (1999) jako Amber
- Zaginiony przedmiot (2000) jako Maria
- Imperium (2002) jako Cheena
- Miasto gniewu (2004) jako Elizabeth
- Adam (2009) jako Anna Maria